# Luchthaven Tamarindo
Luchthaven Tamarindo (IATA: TNO – ICAO: MRTM) is een klein vliegveld bij de plaats Tamarindo in Costa Rica. De geasfalteerde landingsbaan heeft een lengte van 800 meter. Er is een dagelijkse lijndienst met de hoofdstad San José.